# Зиная, Душан
Ду́шан Зи́ная (хорв. Dušan Zinaja; 23 октября 1893, Будапешт, Австро-Венгрия — 26 сентября 1948, село Поклек (около Загреба), ФНРЮ) — югославский хорватский футболист, нападающий, лыжник, тренер. Участник зимних Олимпийских игр 1924 года. Старший брат Бранко Зиная.

## Карьера

### Клубная
Всю свою игровую карьеру провёл в загребском клубе ХАШК, где помимо футбола занимался ещё и лыжными гонками, и даже участвовал в составе сборной Королевства СХС по данному виду спорта в проходивших на зимних Олимпийских играх 1924 года в Шамони гонках на 18 и 50 километров.

### В сборной
В составе главной национальной сборной Королевства СХС сыграл единственный раз 10 июня 1923 года в проходившем в Бухаресте товарищеском матче со сборной Румынии, причём, в этом матче участвовал и его младший брат Бранко, что вошло в историю как первый случай, когда в составе сборной Югославии (Королевства СХС) на поле одновременно играли два брата.

### Тренерская
Душан стал первым в истории игроком сборной, который затем возглавил её в качестве тренера. Возглавлял команду с 28 сентября 1924 года по 4 ноября 1925 года, за это время сборная Королевства СХС провела под его руководством три матча.
Все матчи сборной Королевства СХС под руководством Зинаи:
| №  | Дата             | Соперник     | Счёт        | Город  | Зрители | Турнир       |
| -- | ---------------- | ------------ | ----------- | ------ | ------- | ------------ |
| 1. | 28 сентября 1924 | Чехословакия | 0 : 2 (0:0) | Загреб | 8.000   | Товарищеский |
| 2. | 28 октября 1925  | Чехословакия | 0 : 7 (0:5) | Прага  | 18.000  | Товарищеский |
| 3. | 4 ноября 1925    | Италия       | 1 : 2 (1:2) | Падуя  | 10.000  | Товарищеский |

## После карьеры
Душан Зиная погиб на 55-м году жизни 26 сентября 1948 года в дорожно-транспортном происшествии у села Поклек (около Загреба).